# Bataille de Bornos (1812)
Ne doit pas être confondu avec Bataille de Bornos (1811).
Guerre d'indépendance espagnole
Batailles
- Cadix
- Fuengirola
- Baza
- Barrosa
- Zújar
- Bornos (1er)
- Tarifa
- Bornos (2e)

La bataille de Bornos se déroule le 31 mai 1812 à Bornos, en Espagne, dans le cadre de la guerre d'indépendance espagnole. Elle oppose une force espagnole dirigée par le général Francisco Ballesteros à une division française commandée par le général Nicolas François Conroux. Les Espagnols réussissent à prendre leurs adversaires par surprise mais les soldats français, bien qu'inférieurs en nombre, tiennent le choc et parviennent à repousser les assaillants avec de lourdes pertes. 

## Déroulement
En mars 1812, le général de division Nicolas François Conroux occupe la ville de Bornos avec une division française forte de 5 445 hommes en huit bataillons et une batterie d'artillerie attachée. Au début du mois de mai, une force espagnole sous les ordres du général Francisco Ballesteros quitte Gibraltar et se dirige vers la localité. Couvertes par le brouillard, les troupes espagnoles attaquent la ville et prennent initialement l'avantage sur leurs adversaires. Conroux parvient cependant à rallier ses hommes avec lesquels il mène une série de contre-attaques. Mullié mentionne du côté français la présence du 9e léger, du 96e de ligne, du 5e régiment de chasseurs à cheval et d'un escadron du 2e chasseurs à cheval. Digby Smith parle quant à lui du 9e léger et du 96e de ligne à deux bataillons chacun, d'un bataillon du 16e léger et du 5e chasseurs à cheval pour un total de 4 500 hommes. Conroux parvient finalement à défaire Ballesteros, capturant 600 soldats espagnols, quatre canons et deux drapeaux.  
Smith écrit que Ballesteros a perdu dans cette affaire 1 500 hommes et quatre canons sur un effectif initial de 8 500 soldats. L'historien David Gates estime que les Français ont eu à déplorer environ 500 tués ou blessés et s'accorde avec Smith pour dire que les Espagnols ont essuyé une perte totale de 1 500 hommes.